# Баранець гірський
Баранець гірський (Gallinago jamesoni) — вид сивкоподібних птахів родини баранцевих (Scolopacidae).

## Назва
Вид названо на честь шотландського ботаніка Вільяма Джеймсона (1796—1873).

## Поширення
Поширений в Андах у Болівії, Колумбії, Еквадорі, Перу та Венесуелі. Мешкає у вологих і болотистих районах парамосу на висоті від 2800 до 3600 м над рівнем моря.

## Опис
Середня довжина становить 28 см, а вага 165 г. Має довгий дзьоб довжиною 10 см. Верх, голова і шия темно-каштанові з червоними смугами; має бахрому у верхній частині маківки та глибокі брови з темно-коричневого кольору; боки голови, горло і груди вохристі з коричневими плямами; черевце білувате з темно-коричневими смугами. Під час польоту крила закруглені.

## Спосіб життя
Харчується комахами та дощовими черв'яками, яких знаходить, риючи дзьобом мул.